# Jean de Hemptinne
Joannes Baptista Franciscus Maria Josephus (Jean Baptiste François Marie Joseph) de Hemptinne (Gent, 22 mei 1861 - aldaar, 8 februari 1934) was een Belgisch bestuurder.

## Levensloop
De Hemptinne stamt uit een Gentse familie van textielondernemers, De Hemptinne. Hij was de zoon van Joseph (sinds 1886: graaf) de Hemptinne (1822-1909) en Pauline Gonthyn (1825-1870). Hij werd in 1903 voorzitter van de Belgische Katoenfederatie en  bleef dit tot hij in 1931 voorzitter werd van de Internationale Katoenfederatie. In 1931 werd hij aangesteld als voorzitter van het Centraal Nijverheidscomité (CNC) in opvolging van Jules Carlier, een functie die hij uitoefende tot 1934. Hij werd in deze hoedanigheid opgevolgd door Léon Guinotte.
De Hemptinne was regeringscommissaris-generaal tijdens de Wereldtentoonstelling van 1913.
Jhr. J. de Hemptinne verkreeg in 1886 via zijn vader de persoonlijke titel – die niet in België werd erkend – van pauselijk graaf. In 1920 verkreeg hij de Belgische titel van graaf met recht van overgang bij eerstgeboorte. Hij trouwde in 1887 met Léonie Jooris (1868-1928) met wie hij acht kinderen kreeg.